# 馬拉加 (新澤西州)
馬拉加（英語：Malaga）是位於美國新澤西州格洛斯特縣的普查規定居民點。

## 人口
根據2020年美國人口普查的數據，馬拉加的面積為5.93平方千米，當中陸地面積為5.53平方千米，而水域面積為0.40平方千米。當地共有人口1475人，而人口密度為每平方千米248.74人。